# Subatomair deeltje

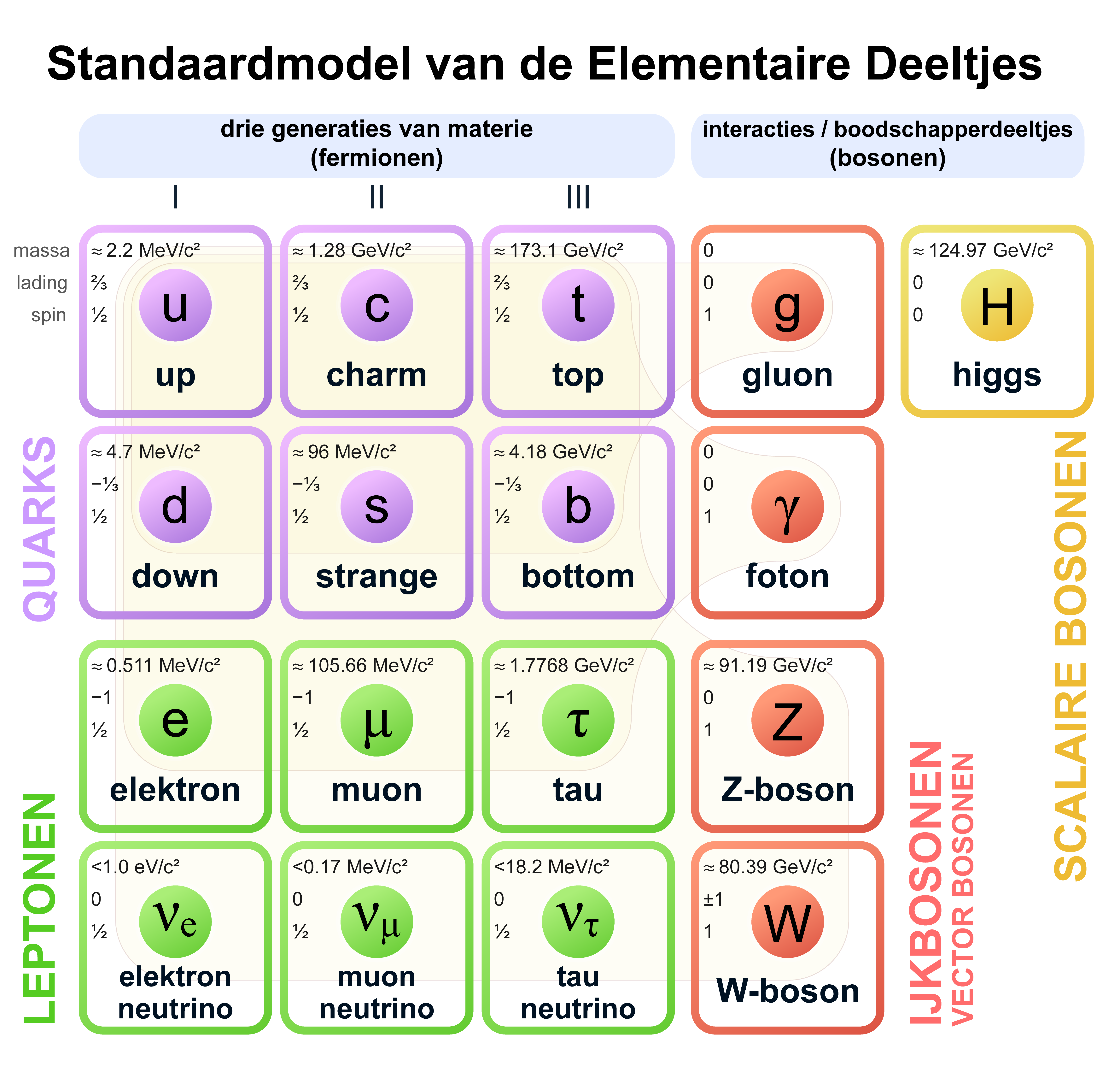
De deeltjes van het standaardmodel.

Een subatomair deeltje is een deeltje dat kleiner is dan het atoom. Sommige subatomaire deeltjes kunnen deel uitmaken van atomen, andere worden alleen in sterren, in het laboratorium, of in andere buitengewone omstandigheden gevormd. De deeltjes zijn kleiner dan 1 fm (10−15 m). Ze worden bestudeerd door de deeltjesfysica.

## Inleiding
Subatomaire deeltjes kunnen onderscheiden worden in elementaire en samengestelde deeltjes. Elementaire deeltjes zijn voor zover bekend niet verder op te delen in kleinere eenheden. Een samengesteld deeltje is opgebouwd uit twee of meer elementaire deeltjes.
Een ander onderscheid is de verdeling in bosonen en fermionen. Fermionen, deeltjes met halftallige spin, zijn de materiedeeltjes waaruit het universum is opgebouwd. Bosonen, deeltjes met heeltallige spin, bestaan slechts tijdelijk voor het overbrengen van krachten (interacties, wisselwerkingen) tussen de fermionen. De twee typen deeltjes gedragen zich verschillend. Bosonen kunnen zich met een ongelimiteerd aantal in een en dezelfde kwantumtoestand bevinden; zo is er voor fotonen geen limiet aan de sterkte van een laserstraal, dat wil zeggen aan het aantal fotonen waaruit de straal bestaat. Fermionen daarentegen moeten altijd alleen zijn in hun kwantumtoestand; zo kan het heliumatoom slechts twee elektronen bevatten, één met spin omhoog en één met spin omlaag. Die eigenschap van fermionen wordt het uitsluitingsprincipe van Pauli genoemd. De energieverdeling van een hoeveelheid bosonen volgt de Bose-Einsteinstatistiek; die van fermionen is de Fermi-Diracverdeling.

## Overzicht
Hieronder volgt een overzicht van subatomaire deeltjes en hun eigenschappen. Van bijna elk deeltje (met uitzondering van de Majorana-deeltjes) moet worden aangetekend dat ook zijn antideeltje bestaat, met dezelfde massa en spin, maar met de overige eigenschappen, de zogeheten behouden grootheden, precies omgekeerd. Dus het anti-elektron (ook positron genoemd) heeft massa 0,511 MeV, spin ½, maar leptongetal –1 en elektrische lading +1. Materie en de overeenkomstige antimaterie annihileren elkaar. Onder normale omstandigheden kan antimaterie maar kortstondig bestaan, doordat een antideeltje spoedig in contact zal komen met een normaal deeltje.

### Elementaire deeltjes
De elementaire deeltjes zijn de bouwstenen van alle materie. Het zijn de componenten van het standaardmodel van materie en krachten, dat in de jaren 70 in de deeltjesfysica is ontwikkeld om de tot dan toe bekende deeltjes te verklaren. Het model voorspelde nog meer deeltjes, waarvan het merendeel sindsdien ontdekt is. Slechts één elementair deeltje uit het model - het graviton - is nog niet met zekerheid aangetoond. Dit is een boson dat volgens kwantumgravitatie-theorieën de zwaartekracht zou moeten overbrengen.
In de loop der tijd is de mening veranderd over welke deeltjes als elementair beschouwd moeten worden. Tot het begin van de 20e eeuw meende men dat atomen elementaire deeltjes waren, vandaar hun naam, Grieks voor ondeelbaren. In 1911 ontdekte Ernest Rutherford dat het atoom samengesteld was. Dat nucleonen uit quarks bestaan is pas in de jaren 60 door Murray Gell-Mann voorgesteld. Sindsdien worden ook nucleonen niet meer beschouwd als elementaire deeltjes. Hoewel het niet uitgesloten is dat ook een quark uit kleinere deeltjes bestaat, heeft men hiervoor nog geen aanwijzingen gevonden.

#### Elementaire fermionen
De fermionen uit het standaardmodel zijn quarks en leptonen (leptos is Grieks voor 'fijn': fijne deeltjes). Alle hebben ze spin ½ (halftallige spin). Ze komen voor in drie zogeheten generaties (groepen). De deeltjes uit de eerste generatie zijn de 'normale', meest voorkomende deeltjes. De overige zijn aanzienlijk zwaarder en ontstaan in hoogenergetische botsingen; zij zijn instabiel en vervallen tot deeltjes van de eerste generatie. Ondanks veel experimenten heeft men niet méér generaties van elementaire fermionen ontdekt.
| Generatie        |          | Deeltje           | Symbool                      | Spin J | Lading Q | Leptongetal L | Baryongetal B | Massa (MeV)  | Vervaltijd (s) |
| ---------------- | -------- | ----------------- | ---------------------------- | ------ | -------- | ------------- | ------------- | ------------ | -------------- |
| Eerste generatie | Quarks   | up                | u                            | ½      | +2/3     | 0             | +1/3          | 1,5 – 4      |                |
| Eerste generatie | Quarks   | down              | d                            | ½      | −1/3     | 0             | +1/3          | 4 – 8        |                |
| Eerste generatie | Leptonen | elektron          | e−                           | ½      | −1       | +1            | 0             | 0,511        | > 1,5 × 1034   |
| Eerste generatie | Leptonen | elektron-neutrino | {\displaystyle \nu _{e}}     | ½      | 0        | +1            | 0             | < 2,2 × 10−9 |                |
| Tweede generatie | Quarks   | charm             | c                            | ½      | +2/3     | 0             | +1/3          | 1150 – 1350  |                |
| Tweede generatie | Quarks   | strange           | s                            | ½      | −1/3     | 0             | +1/3          | 80 – 130     |                |
| Tweede generatie | Leptonen | muon              | μ−                           | ½      | −1       | +1            | 0             | 105,7        | 2,197 × 10−6   |
| Tweede generatie | Leptonen | muon-neutrino     | {\displaystyle \nu _{\mu }}  | ½      | 0        | +1            | 0             | < 0,17       |                |
| Derde generatie  | Quarks   | top (truth)       | t                            | ½      | +2/3     | 0             | +1/3          | 172500       |                |
| Derde generatie  | Quarks   | bottom (beauty)   | b                            | ½      | −1/3     | 0             | +1/3          | 4100 – 4400  |                |
| Derde generatie  | Leptonen | tau               | {\displaystyle \tau ^{-}}    | ½      | −1       | +1            | 0             | 1777         | 2,91 × 10−13   |
| Derde generatie  | Leptonen | tau-neutrino      | {\displaystyle \nu _{\tau }} | ½      | 0        | +1            | 0             | < 15,5       |                |

Hier zijn de massa's uitgedrukt in mega-elektronvolt (MeV), de ladingen in de elementaire lading e, en de spin in het elementaire impulsmoment {\displaystyle \hbar }. Naast de bovengenoemde elektrische lading (Q), leptongetal (L) en baryongetal (B) bestaan er nog meer (gedeeltelijk) behouden grootheden, maar die zijn voor bijna alle deeltjes gelijk aan 0:
- Charm (C) is +1 voor het c-quark en 0 voor andere deeltjes
- Strangeness (S) is −1 voor het s-quark en 0 voor andere deeltjes
- Top is +1 voor het t-quark en 0 voor andere deeltjes
- Bottom is −1 voor het b-quark en 0 voor andere deeltjes

#### Elementaire bosonen

De wisselwerking tussen de bosonen en de fermionen

De bosonen uit het standaardmodel brengen drie van de vier fundamentele natuurkrachten over: de sterke kernkracht, de zwakke kernkracht en de elektromagnetische kracht. Bij iedere kracht hoort één of meer wisselwerkingsdeeltjes. Zo brengt het foton (lichtdeeltje) de elektromagnetische kracht over; men ziet het foton als een bepaalde energietoestand van het elektromagnetische veld. Zo is het ook met de overige wisselwerkingsbosonen. Het Z-boson en de W-bosonen zijn voorspeld door het standaardmodel en later aangetoond door Simon van der Meer en zijn medewerkers. Het voorspelde higgsboson is verantwoordelijk voor de massa van deeltjes. Het graviton zou de zwaartekracht over moeten brengen maar heeft nog steeds de status "hypothetisch".
| Kracht                    | Deeltje               | Symbool                 | Spin J | Lading Q | Massa (GeV) |
| ------------------------- | --------------------- | ----------------------- | ------ | -------- | ----------- |
| Elektromagnetische kracht | foton                 | {\displaystyle \gamma } | 1      | 0        | 0           |
| Sterke kernkracht         | gluon                 | g                       | 1      | 0        | 0           |
| Zwakke kernkracht         | W-boson (positief)    | W+                      | 1      | +1       | 80,4        |
| Zwakke kernkracht         | W-boson (negatief)    | W−                      | 1      | −1       | 80,4        |
| Zwakke kernkracht         | Z-boson               | Z                       | 1      | 0        | 91,2        |
| Overig (standaardmodel)   | Higgsboson (positief) | H+                      | 0      | +1       | 125,3       |
| Overig (standaardmodel)   | Higgsboson (negatief) | H−                      | 0      | −1       | 125,3       |
| Overig (standaardmodel)   | Higgsboson (neutraal) | H0                      | 0      | 0        | 125,3       |
| Zwaartekracht             | graviton              | –                       | 2      | 0        | < 7 × 10−41 |

Naast de hier genoemde zijn er nog allerlei hypothetische bosonen, volgend uit ideeën over supersymmetrie, theorie van alles of andere amendementen op het standaardmodel.

## Samengestelde deeltjes
De overige subatomaire deeltjes zijn samengestelde deeltjes. Ze zijn opgebouwd uit twee of meer quarks, en de gluonen die de quarks bij elkaar houden. De sterke kernkracht zorgt dat de quarks niet los kunnen komen uit de deeltjes. Deze deeltjes worden hadronen (Grieks voor sterk) genoemd. Een even aantal quarks levert een boson op, een oneven aantal een fermion. De meeste hadronen bestaan geheel uit eerste-generatie(up en down)quarks. Slechts enkele komen in gewone materie voor: het zijn protonen, neutronen en pionen. Zwaardere deeltjes ontstaan weer alleen bij kernreacties of als zeer kortdurende fluctuaties.

#### Samengestelde fermionen

Een baryon bestaat uit drie quarks

De subatomaire, samengestelde fermionen bestaan uit een oneven aantal (anti-)quarks – in de meeste gevallen drie. Deze zijn aan elkaar gebonden door de sterke kernkracht. We noemen deze deeltjes wel baryonen (Grieks voor zwaar). De twee eenvoudigste baryonen zijn stabiel. Dit zijn het proton (geheel stabiel) en het neutron (vervalt in ongebonden toestand na gemiddeld 886 seconde). De overige baryonen vervallen snel.
Van de talloze mogelijke combinaties zijn er ruim 120 experimenteel onderzocht. Het zijn onder andere aangeslagen toestanden van verbintenissen van drie eerste-generatie-quarks (bijvoorbeeld de verscheidene Delta-baryonen). Andere baryonen bevatten een of meer quarks van de tweede generatie.
Baryonen (per groep)
| Deeltje         | Symbool | Quark-opbouw    | Spin J     | Lading Q   | Massa (MeV) | Vervaltijd (s) |
| --------------- | ------- | --------------- | ---------- | ---------- | ----------- | -------------- |
| proton          | p       | uud             | 1/2        | +1         | 938,3       | > 6,6 × 1036   |
| neutron         | n       | udd             | 1/2        | 0          | 939,6       | 886            |
| N-baryonen      | N       | uud of udd      | 1/2 – 11/2 | 0 of +1    | 1440 – 2600 |                |
| Delta-baryonen  | Δ       | uuu/uud/udd/ddd | 1/2 – 11/2 | +2/+1/0/−1 | 1232 – 2420 |                |
| Lambda-baryonen | Λ       | uds             | 1/2 – 9/2  | 0          | 1116 – 2350 |                |
| Sigma-baryonen  | Σ       | uus/uds/dds     | 1/2 – 7/2  | +1/0/−1    | 1189 – 2250 |                |
| Xi-baryonen     | Ξ       | uss of dss      | 1/2 – 5/2  | 0 of −1    | 1315 – 2030 |                |
| Omega-baryonen  | Ω       | sss             | 3/2        | −1         | 1672 – 2250 |                |
Waar geen vervaltijd vermeld staat, is deze zeer kort. Naast de hier genoemde groepen zijn nog andere baryonen onderzocht, zoals die met een c-quark of de 'exotische', waarin een anti-quark voorkomt (bijvoorbeeld het Θ+-deeltje, dat bestaat uit uudd en anti-s).

### Samengestelde bosonen

Een meson bestaat uit twee quarks

De subatomaire, samengestelde bosonen bestaan uit twee quarks: een quark en een anti-quark. Die zijn aan elkaar gebonden door de sterke kernkracht. We noemen deze deeltjes mesonen (Grieks voor midden, dat wil zeggen midden tussen de lichte leptonen en de zware baryonen). Mesonen zijn instabiel en vervallen na korte tijd.
Van de talloze mogelijke combinaties zijn er ruim 135 experimenteel onderzocht. Het zijn onder andere aangeslagen toestanden van eerste-generatie-quark/anti-quarkparen (bijvoorbeeld de drie rho-mesonen). Andere mesonen bevatten een of twee (anti-)quarks van de tweede generatie. Een anti-deeltje wordt aangeduid met een streepje, bijvoorbeeld {\displaystyle {\bar {u}}}. Gemengde toestanden (kwantummechanische superposities van verschillende toestanden) worden weergegeven als de som of het verschil van zuivere toestanden.
Mesonen (per groep)
| Deeltje                | Symbool | Quark-opbouw                                                      | Spin J    | Lading Q | Massa (MeV) | Vervaltijd (s) |
| ---------------------- | ------- | ----------------------------------------------------------------- | --------- | -------- | ----------- | -------------- |
| pion (positief)        | π+      | {\displaystyle u{\bar {d}}}                                       | 0         | +1       | 139,6       | 2,603 × 10−8   |
| pion (negatief)        | π−      | {\displaystyle {\bar {u}}d}                                       | 0         | −1       | 139,6       | 2,603 × 10−8   |
| pion (neutraal)        | π 0     | {\displaystyle u{\bar {u}}-d{\bar {d}}-s{\bar {s}}}               | 0         | 0        | 135,0       | 8,4 × 10−17    |
| eta-meson              | η       | {\displaystyle (u{\bar {u}}+d{\bar {d}})+s{\bar {s}}}             | 0         | 0        | 548         |                |
| rho-mesonen            | ρ       | {\displaystyle u{\bar {d}}/(u{\bar {u}}-d{\bar {d}})/{\bar {u}}d} | 1         | +1/0/−1  | 776         |                |
| omega-meson            | ω       | {\displaystyle (u{\bar {u}}+d{\bar {d}})+s{\bar {s}}}             | 1         | 0        | 783         |                |
| Overige lichte mesonen |         | zie π/η                                                           | 0/1/2/3/4 | +1/0/−1  | 400 – 2340  |                |
| Kaonen (K-mesonen)     | K       | {\displaystyle u{\bar {s}}/d{\bar {s}}/{\bar {d}}s/{\bar {u}}s}   | 0/1/2/3/4 | +1/0/−1  | 494 – 2045  |                |
| J/psi-meson            | J/ψ     | {\displaystyle c{\bar {c}}}                                       | 1         | 0        | 3097        | 7,2 × 10−21    |
| B-mesonen              | B       | {\displaystyle u{\bar {b}}/d{\bar {b}}/s{\bar {b}}/c{\bar {b}}}   | 0         | +1/0     | 5279 – 6276 |                |
| D-mesonen              | D       | {\displaystyle c{\bar {d}}/c{\bar {u}}/{\bar {c}}u/{\bar {c}}d}   | 0/1/2     | +1/0/−1  | 1865 – 2459 |                |
| Ds -mesonen            | Ds      | {\displaystyle c{\bar {s}}/{\bar {c}}s}                           | 0/1/2     | +1/0/−1  | 1968 – 2572 |                |
Waar geen vervaltijd vermeld staat, is deze zeer kort. Naast de hier genoemde groepen zijn nog andere mesonen onderzocht, zoals die met een b-quark.